# Swalla
 (septembre 2021).
La mise en forme du texte ne suit pas les recommandations de Wikipédia : il faut le « wikifier ».
Les points d'amélioration suivants sont les cas les plus fréquents :
- Les titres sont pré-formatés par le logiciel. Ils ne sont ni en capitales, ni en gras.
- Le texte ne doit pas être écrit en capitales (les noms de famille non plus), ni en gras, ni en italique, ni en « petit »…
- Le gras n'est utilisé que pour surligner le titre de l'article dans l'introduction, une seule fois.
- L'italique est rarement utilisé : mots en langue étrangère, titres d'œuvres, noms de bateaux, etc.
- Les citations ne sont pas en italique mais en corps de texte normal. Elles sont entourées par des guillemets français : « et ».
- Les listes à puces sont à éviter, des paragraphes rédigés étant largement préférés. Les tableaux sont à réserver à la présentation de données structurées (résultats, etc.).
- Les appels de note de bas de page (petits chiffres en exposant, introduits par l'outil «  Source ») sont à placer entre la fin de phrase et le point final[comme ça].
- Les liens internes (vers d'autres articles de Wikipédia) sont à choisir avec parcimonie. Créez des liens vers des articles approfondissant le sujet. Les termes génériques sans rapport avec le sujet sont à éviter, ainsi que les répétitions de liens vers un même terme.
- Les liens externes sont à placer uniquement dans une section « Liens externes », à la fin de l'article. Ces liens sont à choisir avec parcimonie suivant les règles définies. Si un lien sert de source à l'article, son insertion dans le texte est à faire par les notes de bas de page.
- La présentation des références doit suivre les conventions bibliographiques. Il est recommandé d'utiliser les modèles {{Ouvrage}}, {{Chapitre}}, {{Article}}, {{Lien web}} et/ou {{Bibliographie}}. Le mode d'édition visuel peut mettre en forme automatiquement les références.
- Insérer une infobox (cadre d'informations à droite) n'est pas obligatoire pour parachever la mise en page.

Pour une aide détaillée, merci de consulter Aide:Wikification.
Si vous pensez que ces points ont été résolus, vous pouvez retirer ce bandeau et améliorer la mise en forme d'un autre article.
Swalla est une chanson des chanteurs et rappeurs américains Jason Derulo, Nicki Minaj et de Ty Dolla $ign sortie le 24 février 2017. Le clip musical aurait dû figurer dans l'album de Jason Derulo 777 en tant que single mais a ensuite été exclu de la liste des chansons et publié à la place en tant que single autonome.

## Composition et contexte
Swalla a été écrit par les chanteurs et rappeurs américains eux-mêmes Jason Derulo, Nicki Minaj, Ty Dolla $ign avec le rappeur de RnB LunchMoney Lewis, le rappeur américain Ol' Dirty Bastard et le rappeur et acteur américain RZA et son producteur Ricky Reed.
Derulo a présenté "Swalla" dans une vidéo publiée en août 2016 et a finalement été annoncé comme single le 2 janvier 2017. et a été publié pour téléchargement numérique sur iTunes Store le lendemain. Jason Derulo a déclaré.
"Je ne crois jamais au fait de forcer une collaboration. Vous savez, je suis fan des deux et je pensais qu'ils correspondaient parfaitement à la piste. C'est l'un de ceux qui vous permettront de faire votre truc. J'ai l'impression que ça va passer à la radio. Il n'y a rien qui ressemble à ça."

## Réception
Justin Ivey de XXL a écrit que Minaj "arrive à clôturer la piste avec des barres qui volent la vedette". Joshua Espinoza de Complex  a écrit que " Jason et Ty gèrent bien leurs couplets, mais Nicki est définitivement la star", disant également que la chanson "a définitivement du potentiel". Rap-Up a également fait l'éloge du vers de Minaj disant qu’elle "ancre la piste avec un tiers et fi Le dernier verset que beaucoup supposeront probablement est un autre coup à peine voilé à Remy Ma". Hilary Hughes de MTV News a écrit qu’il s'agit d'un "numéro torride qui a les trois sons sur un rythme bancal qui se sentirait comme chez soi sur le sol d'un club de plage dans les Caraïbes".

## Clip musical
Swalla est sorti en version lyric le 24 février 2017 et réalisée par Alex Lockett. Le clip est sorti le 17 mars 2017. et comptabilise 1,6 milliard de vues en juin 2021.

## Classements
| Chart (2017)                            | Meilleure position |
| --------------------------------------- | ------------------ |
| Australie (ARIA)                        | 17                 |
| Autriche (Ö3 Austria Top 40)            | 9                  |
| Belgique (Flandre Ultratop 50 Singles)  | 9                  |
| Belgique (Wallonie Ultratop 50 Singles) | 21                 |
| Bulgarie (PROPHON)                      | 3                  |
| Canada (Hot 100)                        | 15                 |
| Communauté des États indépendants       | 194                |
| Colombie (National-Report)              | 17                 |
| Tchéquie (IFPI Rádio)                   | 67                 |
| Tchéquie (IFPI Singles Digitál)         | 19                 |
| Danemark (Tracklisten)                  | 24                 |
| Finlande (Suomen virallinen lista)      | 10                 |
| France (SNEP)                           | 6                  |
| Allemagne (Media Control AG)            | 4                  |
| Grèce (IFPI)                            | 18                 |
| Guatemala (Monitor Latino)              | 14                 |
| Hongrie (Dance Top 40)                  | 7                  |
| Hongrie (Rádiós Top 40)                 | 20                 |
| Hongrie (Single Top 40)                 | 5                  |
| Hongrie (Stream Top 40)                 | 7                  |
| Irlande (IRMA)                          | 9                  |
| Israël (Media Forest)                   | 1                  |
| Italie (FIMI)                           | 14                 |
| Malaisie (RIM)                          | 20                 |
| Mexique (Airplay)                       | 10                 |
| Pays-Bas (Nederlandse Top 40)           | 6                  |
| Pays-Bas (Single Top 100)               | 5                  |
| Nouvelle-Zélande (RMNZ)                 | 7                  |
| Norvège (VG-lista)                      | 12                 |
| Panama (Monitor Latino)                 | 17                 |
| Paraguay (Monitor Latino)               | 3                  |
| Philippines (Philippine Hot 100)        | 9                  |
| Portugal (AFP)                          | 4                  |
| Roumanie (Media Forest)                 | 1                  |
| Écosse (OCC)                            | 12                 |
| Slovaquie (IFPI Rádio)                  | 41                 |
| Slovaquie (IFPI Singles Digitál)        | 15                 |
| Espagne (PROMUSICAE)                    | 9                  |
| Suède (Sverigetopplistan)               | 8                  |
| Suisse (Schweizer Hitparade)            | 14                 |
| Royaume-Uni (UK Singles Chart)          | 6                  |
| États-Unis (Hot 100)                    | 29                 |
| États-Unis (Pop Airplay)                | 20                 |
| États-Unis (Rhythmic Songs)             | 12                 |

| Chart (2017)                          | Position |
| ------------------------------------- | -------- |
| Australie (ARIA)                      | 68       |
| Autriche (Ö3 Austria Top 40)          | 19       |
| Belgique (Ultratop Flandre)           | 44       |
| Belgique (Ultratop Wallonie)          | 53       |
| Bulgarie (PROPHON)                    | 9        |
| Canada (Canadian Hot 100)             | 36       |
| Danemark (Tracklisten)                | 52       |
| France (SNEP)                         | 26       |
| Allemagne (Official German Charts)    | 11       |
| Hongrie (Dance Top 40)                | 17       |
| Hongrie (Rádiós Top 40)               | 43       |
| Hongrie (Single Top 40)               | 30       |
| Hongrie (Stream Top 40)               | 18       |
| Israël (Media Forest)                 | 5        |
| Italie (FIMI)                         | 29       |
| Pays-Bas (Dutch Top 40)               | 38       |
| Pays-Bas (Single Top 100)             | 12       |
| Nouvelle-Zélande (Recorded Music NZ)  | 27       |
| Portugal (AFP)                        | 10       |
| Roumanie (Airplay 100)                | 5        |
| Suède (Sverigetopplistan)             | 32       |
| Suisse (Schweizer Hitparade)          | 37       |
| Royaume-Uni (Official Charts Company) | 19       |
| États-Unis (Hot 100)                  | 85       |
| Chart (2018)                          | Position |
| Hongrie (Dance Top 40)                | 40       |
| Chart (2019)                          | Position |
| Portugal (AFP)                        | 1291     |